# Segnosaurus
Segnosaurus là một chi khủng long therizinosaurid sống ở Đông Nam Mông Cổ ở thời đại phấn trắng muộn, trong khoảng từ 102–86 triệu năm trước. Nhiều mẫu vật chưa hoàn thiện nhưng được bảo quản tốt đã được phát hiện ở sa mạc Gobi vào những năm 1970 và năm 1979, chi và loài Segnosaurus galbinensis được đặt tên. Tên chung Segnosaurus có nghĩa là "thằn lằn chậm" và tên cụ thể galbinesis dùng để chỉ khu vực Galbin. Vật liệu được biết đến của loài khủng long này bao gồm đốt sống hàm dưới, cổ và đuôi, xương chậu, xương đòn và xương chi. Các bộ phận của mẫu vật đã bị mất hoặc bị hư hỏng kể từ khi chúng được thu thập.